# Cteniscus pedatorius
Cteniscus pedatorius är en stekelart som först beskrevs av Georg Wolfgang Franz Panzer 1809.  Cteniscus pedatorius ingår i släktet Cteniscus och familjen brokparasitsteklar. Arten är reproducerande i Sverige. Inga underarter finns listade i Catalogue of Life.